# Xã Molan, Quận Hutchinson, Nam Dakota
Xã Molan (tiếng Anh: Molan Township) là một xã thuộc quận Hutchinson, tiểu bang Nam Dakota, Hoa Kỳ. Năm 2010, dân số của xã này là 136 người.